# Sax QT (Lorraine) 2022
Sax QT (Lorraine) 2022 ist ein Jazzalbum des Anthony Braxton Saxophone Quartet. Die im Mai und Juni 2022 bei Konzerten in Vilnius, Bologna, Antwerpen und Rom entstandenen Aufnahmen erschienen im 28. März 2024 auf dem Label I Dischi di Angelica.

## Hintergrund
Dieses 4-CD-Album dokumentiert eine Reihe von Auftritten seines Saxophonquartetts in Europa im Jahr 2022. Zu den Musikern gehören Braxton, James Fei und Chris Jonas bei allen vier Konzerten, während André Vida nur bei einem der Konzerte auftrat und Ingrid Laubrock seinen Platz bei den anderen drei einnahm. Es wird eine breite Palette von Saxophonen verwendet, und Braxton fügt subtile Elektronik hinzu.
In seinem Essay im beigefügten 40-seitigen Booklet bietet der Musikwissenschaftler Mario Gamba eine ausführliche vergleichende Analyse der vier langen Kompositionen (Nr. 436, 437, 438, 439 – jede 48 bis 50 Minuten lang), aus denen sich Sax QT (Lorraine) 2022 zusammensetzt, und beschreibt sie als „vier endlose Reisen“, die eine große Bandbreite an instrumentalen und stilistischen Ansätzen durchlaufen („Echos des Bop, extrem frei, zarte Biegungen monteverdischer Natur, ‚kultivierte‘ historische Neo-Avantgarde, schließlich Neue Musik, wie sie heute verstanden wird, d. h. Mikrotonalität/Multimedia/Lyrismus“). Sie zeichnen eine ‚historische‘ Spur zwischen der Vergangenheit und der Gegenwart des Komponisten und bieten gleichzeitig einen Einblick in seine „‚kommende‘ Musik, die tatsächlich schon hier ist, im leidenschaftlichsten aller Heute“.

## Aufnahmedaten
- CD 1 – Vilnius wurde am 29. Mai 2022 im Litauischen Nationaltheater, Vilnius, Litauen, während des Vilnius Mama Jazz Festivals aufgenommen.
- CD 2 – Bologna wurde  am 3. Juni 2022 im AngelicA Centro di Ricerca Musicale – Teatro San Leonardo, Bologna, während des AngelicA Festival Internazionale di Musica mitgeschnitten.
- CD 3 – Antwerpen entstand am 5. Juni 2022 im Blauwe Zaal des Kunstzentrums deSingel, Antwerpen, während einer Veranstaltungsreihe von deSingel.
- CD 4 – Roma wurde am 7. Juni 2022 in der Casa del Jazz, Rom, während des Festivals Summertime 2022 eingespielt.

## Titelliste
- Anthony Braxton Saxophone Quartet: Sax QT (Lorraine) 2022 (I dischi di angelica IDA 056)[2]

CD 1 - Vilnius
1. Composition 436 – Vilnius – I 9:16
2. Composition 436 – Vilnius – II 5:52
3. Composition 436 – Vilnius – III 7:33
4. Composition 436 – Vilnius – IV 19:10
5. Composition 436 – Vilnius – V 6:55

CD 2 – Bologna
1. Composition 437 – Bologna – I 10:50
2. Composition 437 – Bologna – II 10:13
3. Composition 437 – Bologna – III 17:45
4. Composition 437 – Bologna – IV 11:29

CD 3 – Antwerp
1. Composition 438 – Antwerp – I 13:30
2. Composition 438 – Antwerp – II 10:56
3. Composition 438 – Antwerp – III 10:56
4. Composition 438 – Antwerp – IV 13:39

CD 4 – Roma
1. Composition 439 – Roma – I 9:06
2. Composition 439 – Roma – II 10:07
3. Composition 439 – Roma – III 10:41
4. Composition 439 – Roma – IV 8:06
5. Composition 439 – Roma – V 10:55

Die Kompositionen stammen von Anthony Braxton.

## Rezeption

Anthony Braxton (2009)

Anthony Braxtons Musik ist komplex, aber nicht undurchschaubar, schrieb Mike Borella (Avant Music News). Es gebe Muster, die aus dem entstehen, was zunächst als Zufälligkeit erscheinen mag. Tatsächlich seien Braxtons Werke aus seiner Spätphase „Schichten über Schichten von Mustern innerhalb von Zufälligkeit und Zufälligkeit innerhalb von Mustern“. Obwohl jeder Konzertmitschnitt einzigartig sei, würden sie alle Braxtons neuestes „Lorraine“-Musiksystem verwenden. Das Ergebnis sei in Bezug auf Struktur und Dynamik unterschiedlich, enthalte aber mehrere ähnlich ausgeprägte Elemente. Einige Passagen seien durch schnelle Läufe und zackige Melodien gekennzeichnet, andere würden in einem traumähnlichen Zustand mit Drones schweben, die von kurzen Motiven und zarter Elektronik unterbrochen werden. Oft würden zwei oder mehr gegensätzliche Linien gleichzeitig in Braxtons charakteristischem polyphonen Stil gespielt. Doch diese Mehrstimmigkeit sei maßvoll und nicht überwältigend. Während der Einsatz von Sopran- und Sopranino-Saxophonen harte Akkorde und Quietschgeräusche hervorbringe, wenn die Interpreten die Grenzen ihrer Instrumente ausreizen, seien andere Passagen im Allgemeinen leiser.
Wie schon seit mehreren Jahrzehnten würden Aufführungen von Braxtons Musik eine Fusion von Musikstilen des letzten Jahrhunderts oder darüber hinaus darstellen, so Borella. Es gebe Momente von Free Jazz und Klassik, aber auch Anklänge von Ambient, traditionellem Jazz und sogar Folksongs. Diese Betrachtung musikalischer Landschaften durch die Linse eines  ikonoklastischen Künstlers, Komponisten und Bandleaders sei ein lebendiges Zeugnis der anhaltenden Kreativität und Innovation einer der einflussreichsten lebenden Persönlichkeiten der kreativen Musik.
Nach Ansicht von Mark Corroto, der das Album in All About Jazz rezensierte, könnte man Anthony Braxtons Musik mit dem wiederkehrenden Traum vieler Menschen vergleichen, in dem sie eine Universitätsprüfung vor sich haben. Trotzdem haben sie weder die Vorlesungen besucht noch für die Prüfung gelernt. Der Grund dafür könnte sein, dass Braxtons grafischen Notationen zusammen mit seinen Noten gewaltig und geradezu unverständlich sein können. Die Zuhörer würden erkennen, dass der große Mann auf einer höheren Ebene operiert, die oft ziemlich entmutigend sein kann. Wenn sich jemand mit der obigen Beschreibung identifiziert, könnte sein Sax QT (Lorraine) 2022 das Heilmittel für seine klanglichen Probleme sein. Diese Musik würde die Zuhörer auffordern, nicht [bewusst] zuzuhören, zumindest nicht intellektuell, sondern sie durch einen Prozess der Osmose aufzunehmen.
Die Idee einer allmählichen oder unbewussten Aufnahme von Braxtons Konzepten in diese Saxophonquartette passe gut zu seinen Vorstellungen von Windströmungen und Atmosphäre, so Corroto weiter. Aus seinen Partituren, sowohl notiert als auch grafisch, würde die Musik schweben, ebenso wie das Hörerlebnis, das eine Art Levitation erzeuge. Braxton spiele nicht nur Alt-, Sopran- und Sopranino-Saxophone, sondern füge diesen Aufführungen auch Elektronik hinzu. Sein interaktives System, eine SuperCollider-Plattform, werde in Echtzeit verwendet, was sein Quartett zu einem virtuellen Quintett mache. Die Elektronik sei jedoch nie eine Ablenkung; tatsächlich trage sie zur Fähigkeit des Quartetts bei, der Schwerkraft zu trotzen.